# Municipalità 6 di Napoli
La Municipalità 6 è uno dei 10 municipi in cui è suddiviso il comune di Napoli, istituiti il 10 febbraio 2005.
Confina con i comuni di  Casoria (frazione Arpino), Cercola, Portici, San Giorgio a Cremano, San Sebastiano al Vesuvio e Volla.

## Dati territoriali
Il territorio della municipalità è formato da 3 quartieri:
| Quartiere               | Superficie | Abitanti |
| ----------------------- | ---------- | -------- |
| Barra                   | 7,82 km²   | 36 642   |
| Ponticelli              | 9,11 km²   | 52 284   |
| San Giovanni a Teduccio | 2,35 km²   | 23 839   |
| Totale                  | 19,28 km²  | 112 765  |

## Zone appartenenti
- Botteghelle
- Madonnelle
- Marianella
- Monteleone
- Rione Bisignano
- Rione De Gasperi
- Rione INCIS
- Rione Lotto Zero
- Rione Pazzigno
- Rione Villa
- Santa Maria del Pozzo
- Vigliena

## Amministrazione
| Periodo | Periodo   | Primo Cittadino   | Partito           | Carica     | Note |
| ------- | --------- | ----------------- | ----------------- | ---------- | ---- |
| 2011    | 2016      | Anna Cozzino      |                   | Presidente |      |
| 2016    | 2021      | Salvatore Boggia  | Centro-sinistra   | Presidente |      |
| 2021    | In carica | Alessandro Fucito | Sinistra Italiana | Presidente |      |